# Armand Leleux
Pour les articles homonymes, voir Leleux.
Armand Leleux, né Armand Hubert Simon Leleux le 10 juin 1818 à Paris et mort à Dardagny le 1er juin 1885, est un peintre français.
Il est le frère cadet du peintre Adolphe Pierre Leleux.

## Biographie

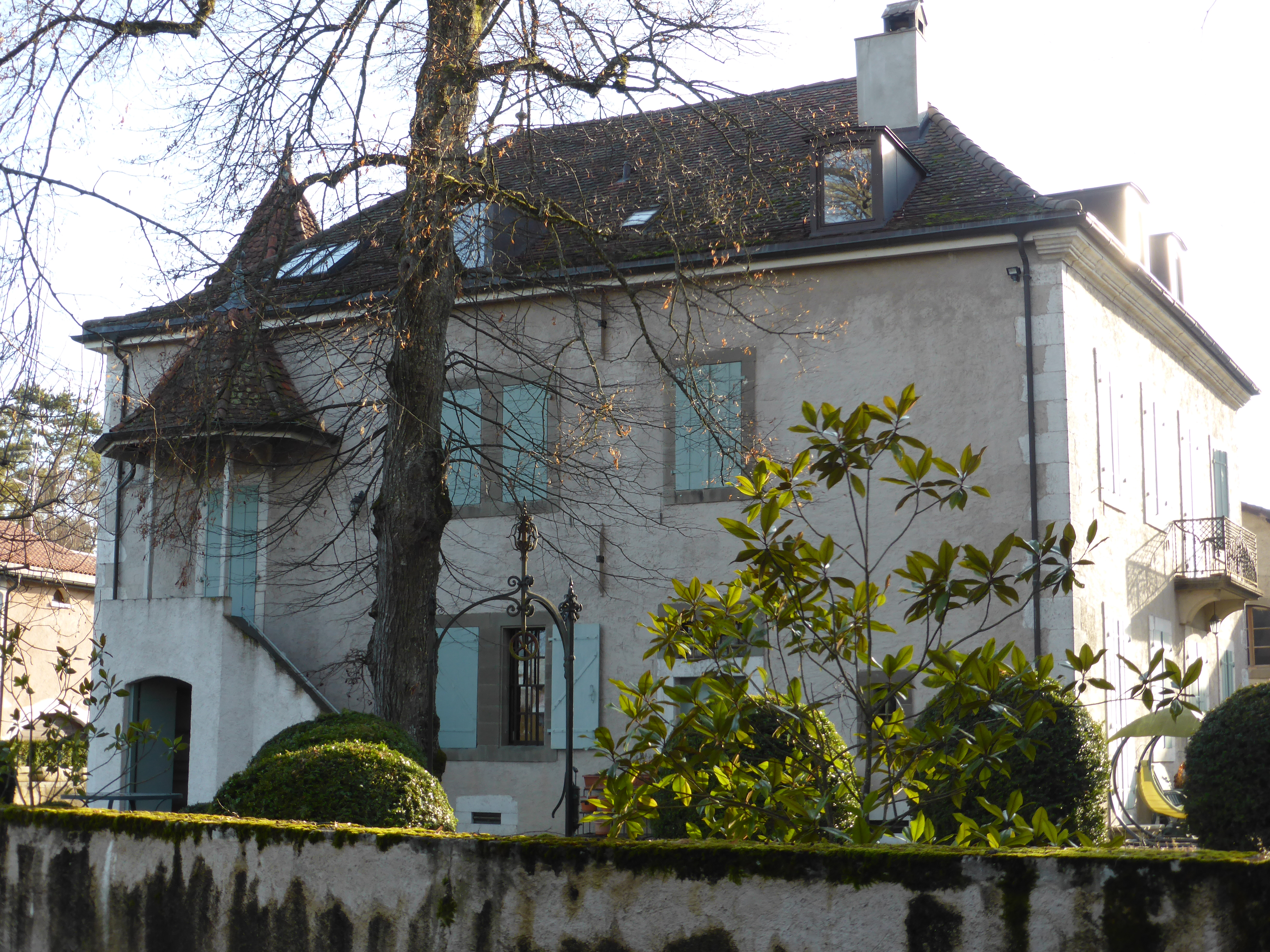
La maison d'Armand Leleux à Dardagny.

Élève d'Ingres, Armand Leleux accompagne l'artiste en Italie en 1835 ; il y passe deux ans avec son maître, faisant un certain nombre de copies sous sa direction.
Il expose pour la première fois au Salon de Paris en 1839 (mais il avait exposé l'année précédente au Salon de Douai). L'année suivante, il est envoyé en Espagne pour réaliser des copies des maîtres espagnols. 
Il visite plusieurs pays, en particulier l'Allemagne et la Suisse, rapportant de nombreux sujets pour des tableaux de genre. Puis il s'installe en Suisse. 
En 1848, il épouse Louise-Émilie Giraud (1824-1885), Genevoise et peintre comme lui. Le couple vit alors entre Paris et Dardagny, où les parents d'Émilie sont propriétaires d'un petit château. Le couple y accueille de nombreux amis de renom, parmi lesquels Jean-Baptiste Camille Corot, Théophile Gautier ou Eugène Sue. 
La couple a eu deux enfants, Hélène et Léon.
En 1864, Armand Leleux reçoit de S.M. le roi d'Italie, Victor-Emmanuel II, la croix de chevalier de l'ordre des Saints-Maurice-et-Lazare.

## Œuvres
Comme son frère, Armand Leleux peint des scènes de genre folkloriques ou pittoresques dans un style réaliste. Mais il exécute aussi des tableaux plus intimistes représentant des intérieurs dans un style flamand ou hollandais.
Deux de ses œuvres sont notamment visibles :
- au musée des Beaux-Arts et d'Archéologie Joseph-Déchelette de Roanne : Jeune petite fille à la tasse du chocolat ;
- au Musée Bertrand de Châteauroux : Intérieur de cuisine du château de La Moustière (Indre) (huile sur toile, 65 × 55 cm, acquisition 1882).

L'église Saint-Donat de Saint-Point abrite une Vierge et quatre saints peinte par l'artiste, tableau protégé au titre des Monuments historiques en 2023.

## Publications
- Armand Leleux, Souvenirs d'artiste, Bibliothèque universelle, 1882